# Nassoumbou (département)
Pour les articles homonymes, voir Nassoumbou.

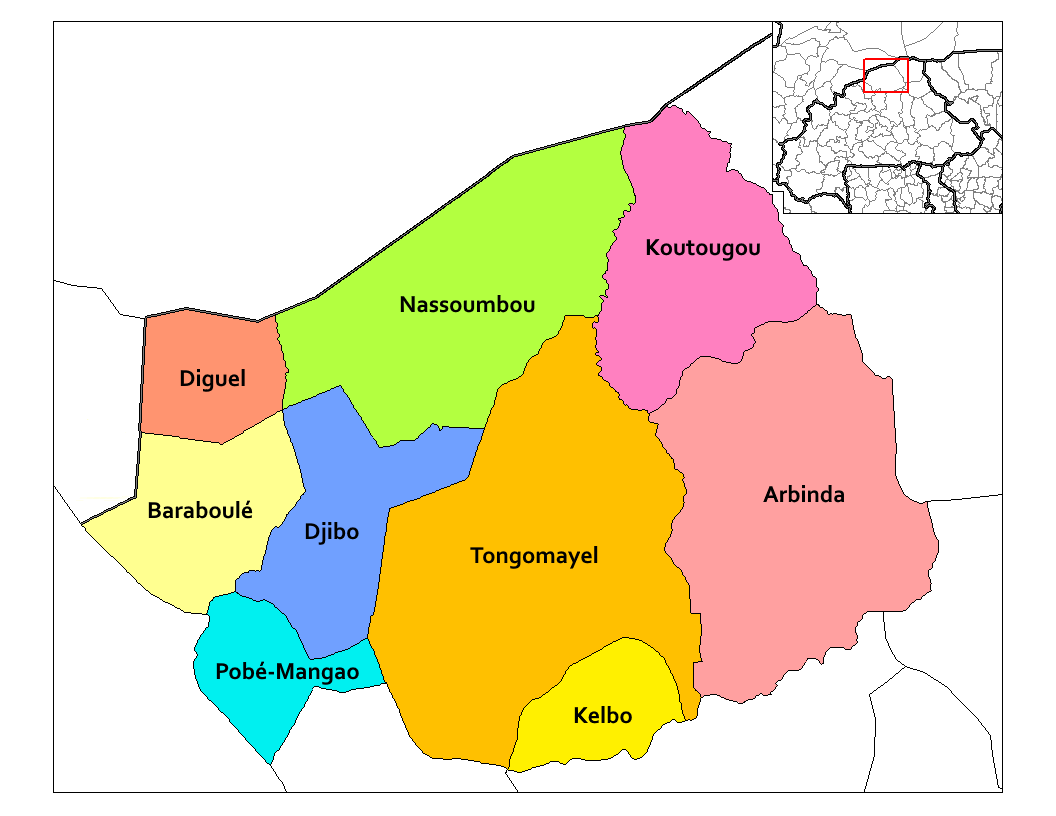
Localisation de la province de Soum

Nassoumbou est un département du Burkina Faso située dans la province de Soum et dans la région Sahel.
En 2006, le dernier recensement comptabilise 20 222 habitants

## Liste des communes
- Nassoumbou (chef-lieu)

| - Bangharia - Bourou - Damba - Kourfadji - Pétéga | - Soboulé - Tem - Wapta - Yérouporou |